# Наджафов, Яшар Асиф оглы
Яшар Асиф оглы Наджафов (азерб. Yaşar Asif oğlu Nəcəfov; род. 9 июня 1999) — азербайджанский дзюдоист, член сборной Азербайджана по дзюдо, победитель турнира Большого шлема (2023), бронзовый призёр XXXI Всемирной Универсиады, чемпион Азербайджана (2022).

## Биография
Яшар Наджафов родился 9 июня 1999 года.
В феврале 2022 года завоевал серебряную медаль на турнире Большого шлема в Тель-Авиве. В мае этого года на чемпионате Европы в Софии Наджафаову удалось дойти до полуфинала, где он уступил Богдану Иадову с Украины, а в схватке за бронзу — итальянцу Элиосу Манци. В июле 2022 года Наджафов одержал победу на Гран-при в Загребе в 2022 году, а в декабре выиграл чемпионат Азербайджана.
В июне 2023 года завоевал бронзовую медаль на Гран-при в Душанбе. В этом же месяце завоевал бронзу на турнире Большого шлема в Улан-Баторе. В июле Наджафов завоевал бронзовую медаль на летней Всемирной Универсиаде в Чэнду в 2023 году. В сентябре 2023 года Яшар Наджафов одержал победу на турнире Большого шлема в Баку в 2023 году. В ноябре этого года на чемпионате Европы в Монпелье Наджафаову вновь удалось дойти до полуфинала, где он снова уступил Денису Вьеру из Молдавии, а в схватке за бронзу — украинцу Богдану Иадову. 2023 год Наджафов завершил  9-м в мировом рейтинге и 7-м — в олимпийском.
В январе 2024 года Наджафов взял серебро на Гран-при в Португалии, а в феврале завоевал бронзу на турнире Большого шлема в Баку.
К марту 2024 года занимал 7-ю позицию в мировом рейтинге.